# Eating Out 5: The Open Weekend
Série
Eating Out 4: Drama Camp
(2011)
Pour plus de détails, voir Fiche technique et Distribution.
Eating Out 5: The Open Weekend est un film américain de Q. Allan Brocka, sorti en 2012.

## Fiche technique
- Titre original : Eating Out 5: The Open Weekend
- Réalisation : Q. Allan Brocka
- Scénario : Q. Allan Brocka et Phillip J. Bartell
- Production : Q. Allan Brocka, Phillip J. Bartell et Michelle Ehlen
- Société de production : Ariztical Entertainment et EOSS Productions
- Photographie : Amanda Treyz
- Montage : Phillip J. Bartell
- Musique : Meiro Stamm
- Costumes : Malcolm Bacani
- Pays d'origine :  États-Unis
- Langue : anglais
- Format : Couleurs - 1.78 : 1
- Durée : 82 minutes
- Dates de sortie :
  -  Japon : 8 octobre 2011 (Tokyo International Lesbian & Gay Film Festival)
  -  États-Unis : 20 mars 2012 (vidéo)

## Distribution
- Chris Salvatore : Zack
- Daniel Skelton : Casey
- Aaron Milo : Benji
- Harmony Santana : Lilly
- Lilach Mendelovich : Penny
- Rebekah Kochan : Tiffani Von Der Sloot
- Mink Stole : Tante Helen
- Michael Vara : Peter
- Greg McKeon : Don
- Joel Rush : Andy
- Jennifer Elise Cox : la réceptionniste de l'hôtel